# Língua siríaca
O siríaco (ܠܫܢܐ ܣܘܪܝܝܐ) é um dialeto do aramaico médio falado historicamente em boa parte do Crescente Fértil. Surgido por volta do século I d.C., o siríaco clássico se tornou um dos principais idiomas literários em todo o Oriente Médio entre os séculos IV e VIII, e foi a língua clássica de Edessa, conservada num grande corpus de literatura siríaca.
Tornou-se o principal veículo da cultura e do cristianismo ortodoxo oriental, espalhando-se por toda a Ásia, chegando até ao Malabar e à China oriental, tendo sido um importante meio de comunicação e disseminação cultural entre os árabes e, em menor escala, os persas. Primordialmente um meio de expressão cristão, o siríaco teve uma influência cultural e literária fundamental no desenvolvimento do árabe, que o substituiu na região no fim do século VIII. O siríaco continua a ser a língua litúrgica do cristianismo siríaco.
Escrito no alfabeto siríaco, derivado do alfabeto aramaico, o siríaco pertence ao ramo ocidental da família linguística semita.

## Alfabeto
O siríaco é um sistema de escrita (alfabeto) que os jacobitas utilizavam na região da Síria. Existem variedades como o siríaco moderno e o oriental. Enquanto o primeiro possui documentos escritos apenas a partir da metade do século XIX, o segundo, além de marcações de pontos nas vogais, é utilizado em manuscritos desde o século XV.

### História
Teve um aspecto bem particular devido à influência dos escribas que desenhavam os caracteres de alto a baixo, de forma que o leitor deveria manusear a folha endireitando-a para lê-la da direita para esquerda.
Importante ressaltar que neste idioma foram feitas várias traduções da Bíblia, tanto do Novo Testamento quanto do Antigo Testamento, bem como de outros livros religiosos que servem de fontes para o judaísmo e para o cristianismo.